# تحطم طائرة ياك-40 التابعة لخطوط طاجيكستان عام 1993
حادث تحطم طائرة طاجيكستان إيرلاينز 1993 هو حادث وقع في 28 أغسطس 1993، عندما تحطمت طائرة ياكوفليف ياك-40 خلال إقلاعها من مطار خورغ في طاجيكستان، ما أسفر عن مقتل 82 شخصًا من الركاب والطاقم. تسبب تحميل زائد للركاب، بسبب ضغوط من مسلحين خلال الحرب الأهلية، في زيادة وزن الطائرة عن الحد المسموح به، مما أدى إلى فشل الإقلاع وسقوط الطائرة في نهر بانج.
الحادث لا يزال يُعتبر أسوأ كارثة طيران لطائرة ياكوفليف ياك-40 وأشد حوادث الطيران فتكًا في طاجيكستان.

## حادث التحطم
أثناء صعود الركاب في مدينة خورغ الطاجيكية، هدد المسلحون الذين يسيطرون على المنطقة المجاورة خلال الحرب الأهلية الطاقم بالأسلحة وأجبروا الطاقم على استيعاب 81 راكبًا، في حين أن الطائرة كانت مصممة لحمل 28 راكبًا فقط. أدى ذلك إلى تجاوز الوزن الأقصى للإقلاع بمقدار 3000 كيلوجرام.